# La Iglesia (Ruiloba)
La Iglesia es la capital del municipio de Ruiloba (Cantabria, España). En el año 2021 contaba con una población de 101 habitantes (INE), siendo el núcleo más poblado del municipio. La localidad está situada a 35 metros sobre el nivel del mar y a 43 kilómetros de Santander. 

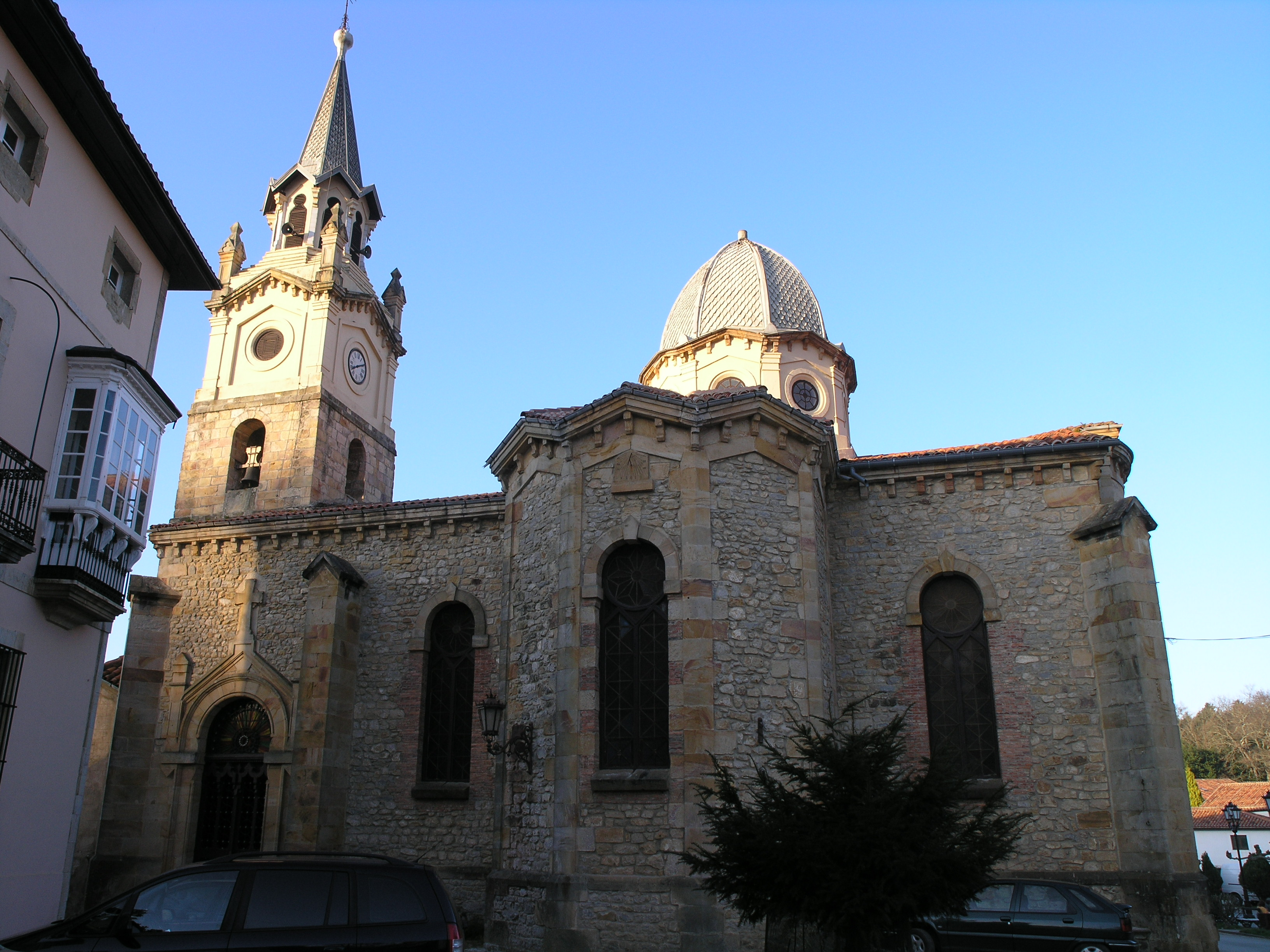
Iglesia parroquial de la Asunción.

## Patrimonio
Destaca del lugar la iglesia parroquial de la Asunción, edificio que data del siglo XVII (1635), por lo que era de estilo barroco, pero que sufrió una transformación a finales del siglo XIX (1883) de acuerdo con el proyecto de un arquitecto ruilobano, Casimiro Pérez de la Riva. Fruto de esa remodelación es la ecléctica imagen que presenta actualmente, sobre todo por su torre y su cúpula, de la que se ha dicho que es "centroeuropea" o "neobizantina".

## Folklore
Cerca de este barrio hay talleres de alfarería, pues la cerámica es una artesanía tradicional en Ruiloba. 
Hay que mencionar que La Iglesia es el punto final de la procesión que se realiza, todos los meses de julio, desde la ermita de la Virgen de los Remedios, en Liandres, a unos dos kilómetros de distancia. Es una fiesta que conmemora la visita de la Virgen María a Santa Isabel.

## Naturaleza
En este barrio hay una finca, llamada "La Castañera", en la que pueden verse dos árboles singulares: una encina de 18 metros de alto y un tejo de 14 metros. La Iglesia puede ser punto de partida para hacer un circuito de senderismo, marchando hacia Trasierra y de allí bordear la costa hasta la ermita de la Virgen de los Remedios en Liandres, desde donde se vuelve a La iglesia.
- Datos: Q5963837
- Multimedia: La Iglesia (Ruiloba) / Q5963837